# Phorbia pegohylemyioides
Phorbia pegohylemyioides este o specie de muște din genul Phorbia, familia Anthomyiidae, descrisă de Yudin în anul 1979. Conform Catalogue of Life specia Phorbia pegohylemyioides nu are subspecii cunoscute.